# 셰이드 (1999년 영화)
셰이드(The Shade)는 미국에서 제작된 라파엘 나자리 감독의 1999년 영화이다. 표도르 도스토옙스키의 소설을 바탕으로 제작되었다. 리차드 에드슨 등이 주연으로 출연하였고 톰 도나휴 등이 제작에 참여하였다.

## 출연

### 주연
- 리차드 에드슨
- 로리 마리노

## 제작진
- 배역: 데니즈 피츠제럴드